# Pseudoeurycea tlilicxitl
Pseudoeurycea tlilicxitl är en groddjursart som beskrevs av Lara-Góngora 2003. Pseudoeurycea tlilicxitl ingår i släktet Pseudoeurycea och familjen lunglösa salamandrar. Inga underarter finns listade i Catalogue of Life.
Arten förekommer i området kring Mexico City. Den vistas i regioner som ligger 2700 till 3500 meter över havet. Pseudoeurycea tlilicxitl lever främst i öppna skogar med tallar och med tuvade gräs som undervegetation. Arten besöker även lite fuktigare blandskogar med arter av ädelgransläktet och med lövträd som ekar, Arbutus xalapensis samt Alnus jorullensis. Individerna gömmer sig under träbitar, stenar och i jordhålor.
Landskapsförändringar i samband med Mexico Citys utökning hotar beståndet. Arten hittas i Insurgente Miguel Hidalgo y Costilla nationalpark. Pseudoeurycea tlilicxitl är allmänt sällsynt. IUCN kategoriserar arten globalt som starkt hotad (EN).